# Grotte de la Ratapanade
Grotte de la Ratapanade este o arie protejată (sit de importanță comunitară — SCI) din Franța întinsă pe o suprafață de 44,86 ha, integral pe uscat.

## Localizare
Centrul sitului Grotte de la Ratapanade este situat la coordonatele 43°10′27″N 2°56′33″E / 43.17417°N 2.9425°E.

## Înființare
Situl Grotte de la Ratapanade a fost declarat arie specială de conservare în baza directivei 92/43 din 1992 referitoare la conservarea habitatelor naturale și a faunei și florei sălbatice pentru a proteja 6 specii de animale.

## Biodiversitate
Situată în ecoregiunea mediteraneană, aria protejată conține 1 habitat natural: Peșteri inaccesibile publicului.
La baza desemnării sitului se află mai multe specii protejate de  mamifere (6): liliac cu aripi lungi (Miniopterus schreibersii), liliac cu urechi de șoarece (Myotis blythii), liliac cu picioare lungi (Myotis capaccinii), liliac comun (Myotis myotis), liliacul mediteranean cu potcoavă (Rhinolophus euryale), liliacul mare cu potcoavă (Rhinolophus ferrumequinum).